# Dragutin Dubravčić
Dragutin Dubravčić (Zaprešić, 26. studenoga 1950.) hrvatski je slikar, kipar i ilustrator te prozaik, pjesnik i aforističar.  

## Životopis
Dragutin Dubravčić rodio se u Zaprešiću 1950. godine, a odrastao je na Trnju. Osnovnu i Srednju grafičku školu završio je u Zagrebu. 1971. godine natjecao se na Likovnoj Akademiji, ali se nije uspio upisati zbog studentskih nemira u kojima je sudjelovao, te je bio uhićen i obilježen dosjeom[nedostaje izvor].
Nakon odsluženja vojnog roka, nastavio je privatno učiti u ateljeu kod prof. Rudolfa Spieglera i prof. Nikole Pečka.
1987. godine priredio je prvu samostalnu izložbu u Salonu galerije Karas u Zagrebu i iste godine primljen je u profesionalne likovne asocijacije ULUPUH i HZSU. Od tada je priredio dvadesetak samostalnih izložbi i mnogo skupnih, te sudjelovao na mnogim Likovnim kolonijama (Rijeka, Rovinj, Fažana) i na humanitarnim akcijama donirajući svoja djela.
Povremeno mu se objavljuju i drugi članci, karikature, aforizmi, kratke priče, a najčešće stručni članci iz sfere kolekcionarstva i arheologije. Vrlo je aktivan u ekološkim i etnografskim djelatnostima gdje se bavi traženjem, sabiranjem, očuvanjem i zaštitom, te javnim prezentiranjem predmeta i pisanih zapisa iz narodne i kulturne baštine, knjige; Zapisi 2020., Susedgrad - artefakti 2021., Zaboravljeni grad Andautonija 2009. 
Član je HZSU-a, ULUPUH-a, LIKUM-a, UHAH-a, HND-a i ULSZ-a.

## Likovno stvaralaštvo
- Ciklus skulptura u drvetu (120 djela) pod nazivom "Nebo ne zna za miljenike", izložen u Salonu galerije Karas, 1987.
- Ciklus etno-arhitektonskih objekata Turopolja oslikan i prezentiran u četiri grafičke mape: Turopolje I i II, Velika Gorica i Andautonija. Izloženo u POU V.Gorica.
- Ciklus Ostinato, ulja na platnu raznih formata, ukupno 100 slika. Izloženo u Zagrebu u galeriji Kristofor Stanković, 2008.
- Specijalizirao se za izradu sitne plastike; medalja, plaketa i taktilnih mini-skultura.

## Književno stvaralaštvo
Pisanjem poezije započeo se baviti još u srednjoj školi pogođen životnim nepravdama. Izdao je nekoliko knjiga poezije (Bijeli listovi, Kajkavijana zgubidana, Crna pitanja ...) i nekoliko proznih knjiga od kojih je poznata povijesna knjiga Zaboravljeni grad Andautonija (2008.). Napisao je još roman Požutjeli listovi (2007.), knjigu priča Zločesti Drago (2010.), knjigu aforizama U međuvremenu (2008.), nekoliko knjiga karikatura, roman Metak koji me pogodio (2022.), Zbiljne priče I-VII (2022.), te dvije zbirke pjesama; Hrvatska zbilja - soneti i Verba pire (2022.). Jedan je od osnivača Udruge hrvatskih aforista i humorista. 

## Knjige
Nepotpun popis:
- Bijeli listovi, 2004.
- Karikature: kotač, kolo, krug, 2005.
- Požutjeli listovi, roman, 2007.
- Zaboraljeni grad Andautonija, 2008. (2. dop. izd., 2009.)[3]
- U međuvremenu: aforizmi, 2008.
- Zaostaci: pjesme, 2008.
- Još neki zaostaci: pjesme: nove pjesme, soneti, underground, domoljubne, 2009.
- Želim nešto reći: pjesme, 2010.
- Zločesti Drago: priče, 2010
- Kajkavijana zgubidana: pjesme, 2012. (ilustracije Dragutin Trumbetaš)[4]
- Crna pitanja, 2012.

## Vanjske poveznice
- Aforizmi Dragutina Dubravčića na web stranici trnac.net